# پی عقاب
پی عقاب یک ستاره است که در صورت فلکی عقاب قرار دارد.